# حوة روبيلية
حوة روبيلية (الاسم العلمي:Launaea rueppellii) هي نوع من النباتات تتبع جنس الحوة من الفصيلة النجمية.